# Wolfstone
Wolfstone — шотландская келтик-рок-группа, основанная в 1989 году.
Дебютный альбом Unleashed (1991) был успешен и достиг даже серебряного статуса в Великобритании (на данном альбоме группа ушла от своего раннего звучания, представленного на сборниках Wolfstone I (1989) и Wolfstone II (1990), которые были распространены сразу после получения известности). Второй альбом The Chase (1992) взял курс на ещё более фолковое звучание, яркие инструментальные проигрыши, в сопровождении тяжёлой ритм-секции. Wolfstone приступают к гастролям по Европе и впервые посещают Америку, куда они вернутся еще не раз, в течение ближайших нескольких лет. Видео Wolfstone: Captured Alive относится к данному периоду группы.
На третьем альбоме Year of the Dog (1994) появились новые участники: Wayne MacKenzie (бас) и Steve Saint (волынка). За счёт продюсерской работы Phil Cunningham, добавившего к звучанию гитар больше громкости и дисторшна, альбом склонился в сторону рок-музыки. Следующий альбом The Half Tail (1996) оказался более разнообразным, однако некоторые критики отмечают недостаточность драйва, по сравнению с предыдущим релизом, к тому же группу настигают проблемы с издающим лейблом и менеджментом. Однако пережив все катаклизмы, группа продолжает записывать и издавать альбомы, а также выступать на концертах.

## Дискография

### Студийные альбомы
- Unleashed (1991)
- The Chase (1992)
- Year of the Dog (1994)
- The Half Tail (1996)
- Seven (1999)
- Almost an Island (2002)
- Terra Firma (2007)

### Концертные альбомы
- Not Enough Shouting (2000)

### Сборники
- Wolfstone (1989)
- Wolfstone II (1990)
- Pick of the Litter (1997) - best-of compilation
- This Strange Place (1998)

### Мини-альбомы
- Unleashed: The Preview (1991)
- Burning Horizons (1993)
- 'Time for Walking' & 'Back of Beyond' (2012)

### Видео
- Captured Alive (1992)

## Видеоклипы
- Wolfstone - Captured Live 1
- Wolfstone - Sleepy Toon (live)